# A colheita (Antonio Ferrigno)
A colheita, também chamada A colheita do café, é uma pintura de Antonio Ferrigno, um dos que melhor retrataram a cultura e as atividades relacionadas a produção de café.
 A data de criação é 1903. A obra é do gênero pintura histórica. Está localizada em Museu Paulista. Retrata a Fazenda Santa Gertrudes, onde foi pintada, e a produção de café no Brasil.

## Descrição
A obra foi produzida com tinta a óleo. Suas medidas são: 100 centímetros de altura e 150 centímetros de largura. Um aspecto importante da obra é que, ao representar a colheita do café, expõe o trabalho agrícola sem escravos, com características de produção moderna.

## Contexto
Essa pintura integra uma série de realizada por Ferrigno a partir de uma encomenda do proprietário da Fazenda Santa Gertrudes, Eduardo da Silva Prates, o Conde de Prates. A tela, junto com outras cinco pinturas de Ferrigno, intituladas de As seis grandes telas - A Florada, A Colheita, O Lavadouro, O Terreiro, Ensacamento do Café e Café para a Estação, sobre o processo cafeeiro da mesma fazenda, no mesmo ano da criação das pinturas, participou com o aval do governo brasileiro da Exposição Universal de Saint Louis, em que obteve sucesso no objetivo de representar a vida no Brasil. Após isso retomaram para exposição em São Paulo, alcançando significativo sucesso e crítica do público. O sucesso da série sobre a fazenda,  contribuiu para que Ferrigno ficasse conhecido como o "pintor do café".

## Análise
Esta obra, que faz parte da série de pinturas de Ferrigno sobre as várias etapas do café, foi definida como uma "verdadeira joia", que documenta um período da história brasileira.